# Helictotrichon sarracenorum
Helictotrichon sarracenorum är en gräsart som först beskrevs av Michel Gandoger, och fick sitt nu gällande namn av Josef Holub. Helictotrichon sarracenorum ingår i släktet Helictotrichon och familjen gräs. Inga underarter finns listade i Catalogue of Life.